# Ambt Almelo
Ambt Almelo is een voormalige gemeente in de Nederlandse provincie Overijssel.

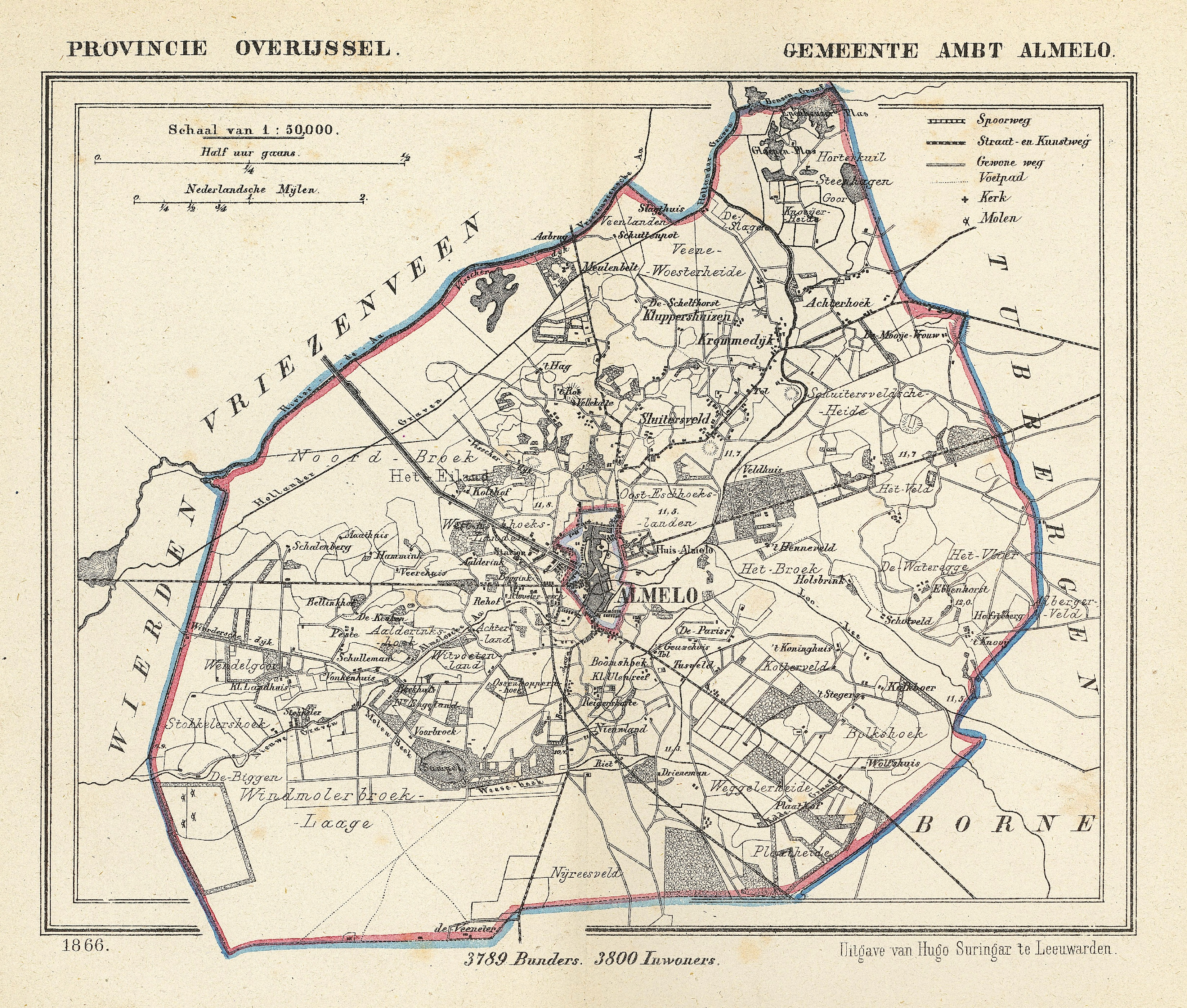
De voormalige gemeente Ambt Almelo op een kaart uit 1866. Aan de gekleurde grenzen is te zien dat de Stad Almelo als een 'eilandje' midden in het Ambt ligt.

Tot 1795 maakten de stad Almelo en het bijbehorende richterambt deel uit van de heerlijkheid Almelo en Vriezenveen. Op 21 oktober 1811, tijdens de napoleontische tijd, werden stad en ambt van de voormalige heerlijkheid Almelo samengevoegd tot een gemeente. Op 24 november 1815 werd echter weer besloten, mede onder invloed van de heer van Almelo, graaf van Rechteren Limpurg, en koning Willem I, om stad en ambt opnieuw te scheiden. Zo werd op 29 september 1818 de gemeente Almelo gesplitst in Ambt Almelo en Stad Almelo. Op 1 januari 1914 werden deze beide gemeentes weer bij elkaar gevoegd tot de gemeente Almelo.
De gemeente Ambt Almelo omvatte het grondgebied van het voormalige richtambt Almelo. Vanaf 1 oktober 1829 werd het grondgebied iets kleiner, toen een klein gebied bij Stad Almelo werd gevoegd. Het ambt telde rond 1870 een kleine 4000 inwoners.
Het gemeentewapen van Ambt Almelo bestond uit drie azuurblauwe balken op een gouden achtergrond, waarbij deze balken waren beladen met twaalf ruiten van zilver: vijf op de bovenste, vier op de middelste en drie op de onderste balk.
Door het tijdelijke samenvoegen van stad en ambt, ontstonden vlak na de scheiding diverse conflicten over het te voeren beleid. Zo was Stad Almelo van mening dat Ambt Almelo de wegen naar de stad moest onderhouden, omdat deze op het gemeentelijk grondgebied van het ambt lagen. De Gedeputeerde Staten besloten echter dat Stad Almelo zelf onderhoudsplichtig was voor de wegen naar Wierden, Borne en Delden, terwijl Ambt Almelo de wegen naar Geesteren, Ootmarsum en Vriezenveen moest onderhouden.